# Waltenhofen
Waltenhofen – miejscowość i gmina w południowych Niemczech, w kraju związkowym Bawaria, w rejencji Szwabia, w regionie Allgäu, w powiecie Oberallgäu. Leży w Allgäu, około 20 km na północ od Sonthofen i ok. 6 km na południe od Kempten (Allgäu), nad rzeką Iller, przy autostradzie A980, drodze B12, B19 i linii kolejowej Oberstdorf–Ulm.

## Dzielnice
Hegge, Lanzen, Martinszell, Memhölz, Oberdorf, Niedersonthofen,Rauns i Waltenhofen.

## Demografia
| Rok  | Liczba mieszk. |
| ---- | -------------- |
| 1970 | 8 031          |
| 1987 | 7 969          |
| 2000 | 8 800          |

## Polityka
Wójtem gminy jest Eckhard Harscher, rada gminy składa się z 20 osób.
|      | CSU/Freie Wählerschaft | SPD | Zieloni/Offene Grüne Liste | FW Wengen-Kleinweiler | ÜWV Seltmans-Sibratshofen | FW | Wählergemeinschaft Hegge/Lanzen | Junge Liste | Razem |
| 2008 | 7                      | 3   | 3                          | 4                     | 3                         | -  | -                               | -           | 20    |
| 2002 | 8                      | 3   | 2                          | -                     | -                         | 5  | 1                               | 1           | 20    |